# Lo Pont de Salars
Lo Pont de Salars (en francès Pont-de-Salars) és un municipi francès situat al departament de l'Avairon i a la regió d'Occitània.

## Demografia
| 1962                                       | 1968  | 1975  | 1982  | 1990  | 1999  | 2006  |
| ------------------------------------------ | ----- | ----- | ----- | ----- | ----- | ----- |
| 1.212                                      | 1.229 | 1.300 | 1.391 | 1.422 | 1.414 | 1.542 |
| Des de 1962: població sense dobles comptes |       |       |       |       |       |       |

## Administració
| Període   | Identitat         | Partit        |
| --------- | ----------------- | ------------- |
| 1945-1977 | Jean Amans        |               |
| 1977-1994 | Gilbert Privat    | UDF           |
| 1995-2001 | Alain Pichon      | Divers gauche |
| 2001-2008 | Anne Privat-Douls |               |
| 2008-     | Alain Pichon      | Divers gauche |

## Personatges il·lustres
- Émile Pouget, sindicalista i revolucionari.